# Championnat des moins de 17 ans de la CONMEBOL 2009
Navigation
Équateur 2007 Équateur 2011
Le Championnat des moins de 17 ans de la CONMEBOL 2009 est la treizième édition du Championnat des moins de 17 ans de la CONMEBOL qui a eu lieu à Iquique au Chili du 17 avril au 9 mai 2009. Ce tournoi sert de qualification pour la Coupe du monde des moins de 17 ans, organisée au Nigeria durant l'été 2009 : les 4 premiers sont directement qualifiés.
Le Brésil, une fois encore, remporte la compétition en battant en finale l'Argentine, après une séance de tirs au but. Les 2 sélections sont qualifiées pour le Mondial, tout comme l'Uruguay et la Colombie.

## Résultats
La confédération sud-américaine ne compte que 10 membres, il n'y a donc pas d'éliminatoires; toutes les sélections participent au premier tour, où elles sont réparties en 2 poules de 5 et s'y rencontrent une fois. À l'issue du premier tour, le premier de chaque poule se qualifient pour la finale tandis que les 2e et 3e de chaque groupe participe à la poule de classement où chaque équipe rencontre 1 fois chacun de ses adversaires. 

### Premier tour

#### Poule 1
| Rang | Équipe   | Pts | J | G | N | P | Bp | Bc | Diff |  | Résultats (▼ dom., ► ext.) |  |     |     |     |     |
| ---- | -------- | --- | - | - | - | - | -- | -- | ---- |  | -------------------------- |  | --- | --- | --- | --- |
| 1    | Brésil   | 9   | 4 | 3 | 0 | 1 | 10 | 2  | +8   |  | Brésil                     |  | 0-2 | 3-0 | 4-0 | 3-0 |
| 2    | Colombie | 8   | 4 | 2 | 2 | 0 | 6  | 3  | +3   |  | Colombie                   |  |     | 1-1 | 1-1 | 2-1 |
| 3    | Bolivie  | 4   | 4 | 1 | 1 | 2 | 3  | 6  | -3   |  | Bolivie                    |  |     |     | 1-0 | 2-1 |
| 4    | Paraguay | 4   | 4 | 1 | 1 | 2 | 3  | 7  | -4   |  | Paraguay                   |  |     |     |     | 2-1 |
| 5    | Pérou    | 3   | 4 | 1 | 0 | 3 | 4  | 8  | -4   |  | Pérou                      |  |     |     |     |     |

#### Poule 2
| Rang | Équipe    | Pts | J | G | N | P | Bp | Bc | Diff |  | Résultats (▼ dom., ► ext.) |  |     |     |     |     |
| ---- | --------- | --- | - | - | - | - | -- | -- | ---- |  | -------------------------- |  | --- | --- | --- | --- |
| 1    | Argentine | 10  | 4 | 3 | 1 | 0 | 8  | 2  | +6   |  | Argentine                  |  | 2-0 | 1-1 | 3-1 | 2-0 |
| 2    | Uruguay   | 7   | 4 | 2 | 1 | 1 | 5  | 4  | +1   |  | Uruguay                    |  |     | 1-1 | 3-1 | 1-0 |
| 3    | Équateur  | 5   | 4 | 1 | 2 | 1 | 4  | 3  | +1   |  | Équateur                   |  |     |     | 0-1 | 2-0 |
| 4    | Chili     | 4   | 4 | 1 | 1 | 2 | 4  | 7  | -3   |  | Chili                      |  |     |     |     | 1-1 |
| 5    | Venezuela | 1   | 4 | 0 | 1 | 3 | 1  | 6  | -5   |  | Venezuela                  |  |     |     |     |     |

### Poule de classement
Seuls les 2 premiers de cette poule de classement se qualifient pour la coupe du monde des moins de 17 ans 2009.
|   | Équipe   | Pts | J | G | N | P | BP | BC | Diff |
| - | -------- | --- | - | - | - | - | -- | -- | ---- |
| 1 | Uruguay  | 7   | 3 | 2 | 1 | 0 | 6  | 2  | +4   |
| 2 | Colombie | 6   | 3 | 2 | 0 | 1 | 5  | 3  | +2   |
| 3 | Bolivie  | 4   | 3 | 1 | 1 | 1 | 6  | 4  | +2   |
| 4 | Équateur | 0   | 3 | 0 | 0 | 3 | 2  | 10 | -8   |

| 3 mai | Uruguay  | 1 | 1 | Bolivie  |
|       | Colombie | 3 | 0 | Équateur |
| 6 mai | Uruguay  | 2 | 0 | Colombie |
|       | Bolivie  | 4 | 1 | Équateur |
| 9 mai | Uruguay  | 3 | 1 | Équateur |
|       | Colombie | 2 | 1 | Bolivie  |

### Finale
| 9 mai 2009 | Brésil                    | 2 - 2 t.a.b. | Argentine                        | Estadio Tierra de Campeones, Iquique              |                                                   |
| 21:15      | Zezinho 4e · Coutinho 56e |              | Pirez 65e · Espindola 88e (pen.) | Spectateurs : 5 000 Arbitrage : Joaquin Antequera | Spectateurs : 5 000 Arbitrage : Joaquin Antequera |
| 21:15      | Tirs au but 6-5           |              |                                  | Spectateurs : 5 000 Arbitrage : Joaquin Antequera | Spectateurs : 5 000 Arbitrage : Joaquin Antequera |

### Équipes qualifiées pour la Coupe du monde
Les sélections qualifiées pour la prochaine Coupe du monde sont :
- Brésil
- Argentine
- Uruguay
- Colombie

### Meilleurs buteurs
7 buts :
- Edwin Cardona

4 buts :
- Gonzalo Barreto

3 buts :
- Philippe Coutinho
- Sergio Araujo
- Gilbert Alvarez
- Daniel Villalba

## Sources et liens externes